# بونوا كونكود
بونوا كونكود (بالفرنسية: Benoît Kounkoud)‏ مواليد 19 فبراير 1997 في فرساي، فرنسا، هو لاعب كرة يد فرنسي يلعب كجناح أيمن. يلعب حاليا مع نادي باريس سان جيرمان لكرة اليد ويحمل الرقم 11. مثل منتخب فرنسا لكرة اليد.

## سجل المنافسة
شارك في البطولات التالية:
- بطولة أوروبا لكرة اليد للرجال 2016

## روابط خارجية
- بونوا كونكود على موقع الاتحاد الأوروبي لكرة اليد (الإنجليزية)
- بونوا كونكود على موقع الاتحاد الفرنسي لكرة اليد (الفرنسية)